# Francisco Pacheco
Francisco Pacheco, španski slikar, * 1564, † 1644.
Pacheco je najbolj znan kot učitelj in očim Velasqueza.